# No pares
"No Pares" é uma canção do grupo pop mexicano RBD, gravada para o seu segundo álbum ao vivo Live in Hollywood (2006). Foi lançada como primeiro e único single do álbum em 19 de abril de 2006 pela EMI Music.
Interpretada apenas pela integrante Dulce María, "No Pares" foi escrita por Lynda Thomas e produzida por Carlos Lara.

## Vídeo musical
A canção não obteve um videoclipe oficial, sendo utilizado a gravação ao vivo do DVD Live in Hollywood (2006) como forma de divulgação do single.

## Interpretações ao vivo
"No Pares" foi interpretada pela primeira em 21 de janeiro de 2006 durante a gravação do DVD Live in Hollywood, sendo que a intérprete Dulce María teve apenas 24 horas para aprender a letra da canção. A canção fez parte do repertório de todos os seguintes materias ao vivo do grupo, como o Live in Rio (2007), Hecho en España (2007), Live in Brasília (2009) e Tournée do Adeus (2009).
Em 2020, foi realizado o concerto Ser O Parecer: The Global Virtual Union onde Anahí, Christian Chávez, Christopher von Uckermann e Maite Perroni interpretaram a canção em forma de homenagem a Dulce e Alfonso Herrera, que não participaram do projeto por motivos pessoais.

## Formato e duração
- Download digital e streaming – ao vivo[2]

1. "No Pares" – 4:16

- Download digital e streaming – versão de estúdio[3]

1. "No Pares – Studio Versión" – 3:52

## Prêmios e indicações
| Ano  | Premiação                     | Categoria              | Resultado | Ref.  |
| ---- | ----------------------------- | ---------------------- | --------- | ----- |
| 2007 | Prêmios Orgullosamente Latino | Canción Latina del Año | Venceu    | [ 8 ] |

## Créditos e pessoal
Todo o processo de elaboração da canção atribui os seguintes créditos pessoais:
- Dulce María – vocal
- Lynda Aguirre Thomas – compositora
- Carlos Lara – produtor